# Political Film Society Award – Spezialpreis
Der Political Film Society Award – Spezialpreis wird seit 1987 unregelmäßig an Filme vergeben, die mit den moralischen Werten der Political Film Society (PFS) korrelieren. Für diesen Preis gibt es keine offiziellen Nominierungen.
Der Preis kann, wie jeder andere Political Film Society Award (PFSA), an einen Mainstreamfilm, einen Independentfilm oder auch an einen Internationalen Film vergeben werden.

## Sieger
- 2009: Gottes Werk und Teufels Beitrag – Lasse Hallström
- 2002: The Distinguished Gentleman – Jonathan Lynn
- 1997: Poverty Outlaw – Peter Kinoy und Pamela Yates
- 1996: Six O’Clock News – Ross McElwee
- 1995: Bombay – Mani Ratnam
- 1994: Dragon – Die Bruce Lee Story – Rob Cohen
- 1993: Lebewohl, meine Konkubine – Kaige Chen
- 1992: Midnight Express – Alan Parker
- 1991: Stadt der Hoffnung – John Sayles
- 1990: Pele's Appeal
- 1989: Die Stadt der Traurigkeit – Hou Hsiao-hsien
- 1988: Good Morning, Vietnam – Barry Levinson
- 1987: The Killing Fields – Schreiendes Land – Roland Joffé

## Best film on Hawai'i
Die PFS wurde 1996 in Honolulu (Hawaii) gegründet und hatte dort auch seinen Hauptsitz bis 1998. Daher verleiht sie auch einen Spezialpreis in der Kategorie Best film on Hawai'i für einen Film, der am besten das politische Bewusstsein über Hawaii fördert.
- 2010: Princess Ka‘iulani – Marc Forby
- 1995: Das Geheimnis der Braut – Kayo Hatta